# Jehoschua Bar-Hillel
Jehoschua Bar-Hillel (hebräisch יהושע בר-הלל, geboren als Oscar Westreich, * 3. Juni 1915 in Wien; † 25. September 1975 in Jerusalem) war ein Philosoph, Mathematiker und Linguist an der Hebräischen Universität Jerusalem, bekannt geworden durch seine grundlegenden Arbeiten zur maschinellen Übersetzung und formalen Linguistik. Er verfasste zentrale Beiträge zu Indexikalität und zur Sprechakttheorie. Außerdem befasste er sich mit axiomatischer Mengenlehre.
Bar-Hillel wuchs in Berlin auf. Er emigrierte 1933 nach Palästina, lebte kurz in einem Kibbuz und schloss sich im Zweiten Weltkrieg der Jüdischen Brigade der Britischen Armee an. Während des israelischen Unabhängigkeitskrieges kämpfte er in der Hagana, wobei er ein Auge verlor. Er studierte an der Hebräischen Universität Jerusalem unter anderem bei Abraham Fraenkel und promovierte in Philosophie. 1950 ging er als Postdoc zu Rudolf Carnap an die University of Chicago. Bar-Hillel und Carnap hatten seit den 1940er Jahren korrespondiert. Bei Carnap arbeitete er an dessen An Outline of the Semantic Theory of Information (1952) mit. Er war danach am Massachusetts Institute of Technology, wo er sich mit der damals schon aktuellen (und in Zeiten des Wirtschaftswachstums und des Kalten Krieges in den USA mit hohen Forschungsgeldern geförderten) maschinellen Sprachübersetzung beschäftigte. 1952 organisierte er die erste internationale Konferenz dazu. Bar-Hillel drückte allerdings schon damals seine Zweifel an der Möglichkeit reiner  Automaten-Übersetzungen aus. 1953 ging er nach Israel zurück und lehrte bis zu seinem Tod an der Hebräischen Universität Jerusalem. Seit 1963 war er Mitglied der Israelischen Akademie der Wissenschaften und seit 1973 korrespondierendes Mitglied der Bayerischen Akademie der Wissenschaften.
Bar-Hillel überarbeitete, zusammen mit Abraham Fraenkel, dessen Lehrbuch der axiomatischen Mengenlehre, diese Ausgabe war lange Zeit ein Standardwerk. Es wurde 1973 von Azriel Levy neu bearbeitet.

## Schriften
Bücher
- mit Abraham Fraenkel: Foundations of Set Theory, 1958. 2. Auflage mit Azriel Levy, North Holland 1973.
- Language and Information, Reading, Mass., 1964. Aufsätze.
- Aspects of Language: Essays and Lectures on Philosophy of Language, Linguistic Philosophy and Methodology of Linguistics, Jerusalem, 1970. Aufsätze.

Herausgeberschaft
- mit E. I. J. Poznanski u. a.: Essays on the Foundation of Mathematics. The Magnus Press u. Hebrew University, Jerusalem, 1961. A. Fraenkel Festschrift zum siebzigsten Geburtstag.
- Mathematical Logic and Foundations of Set Theory. North-Holland, Amsterdam, 1970.
- Logic, Methodology and Philosophy of Science, 1972
- Pragmatics of Natural Languages, 1975

Aufsätze
- Analysis of ’Correct’ Language. In: Mind, Band 55, 1946, S. 328–340.
- Bolzano's Definition of Analytic Propositions. In: Theoria, Band 16, 1950, S. 91–117.
- Logical Syntax and Semantics. In: Language, Band 30, 1954, S. 30–37. In: Bar-Hillel, Language and Information (1964), S. 38–46.
- Indexical Expressions. In: Mind, Band 63, 1954, S. 359–379. In: Bar-Hillel, Aspects (1970).